# Cámara telemétrica

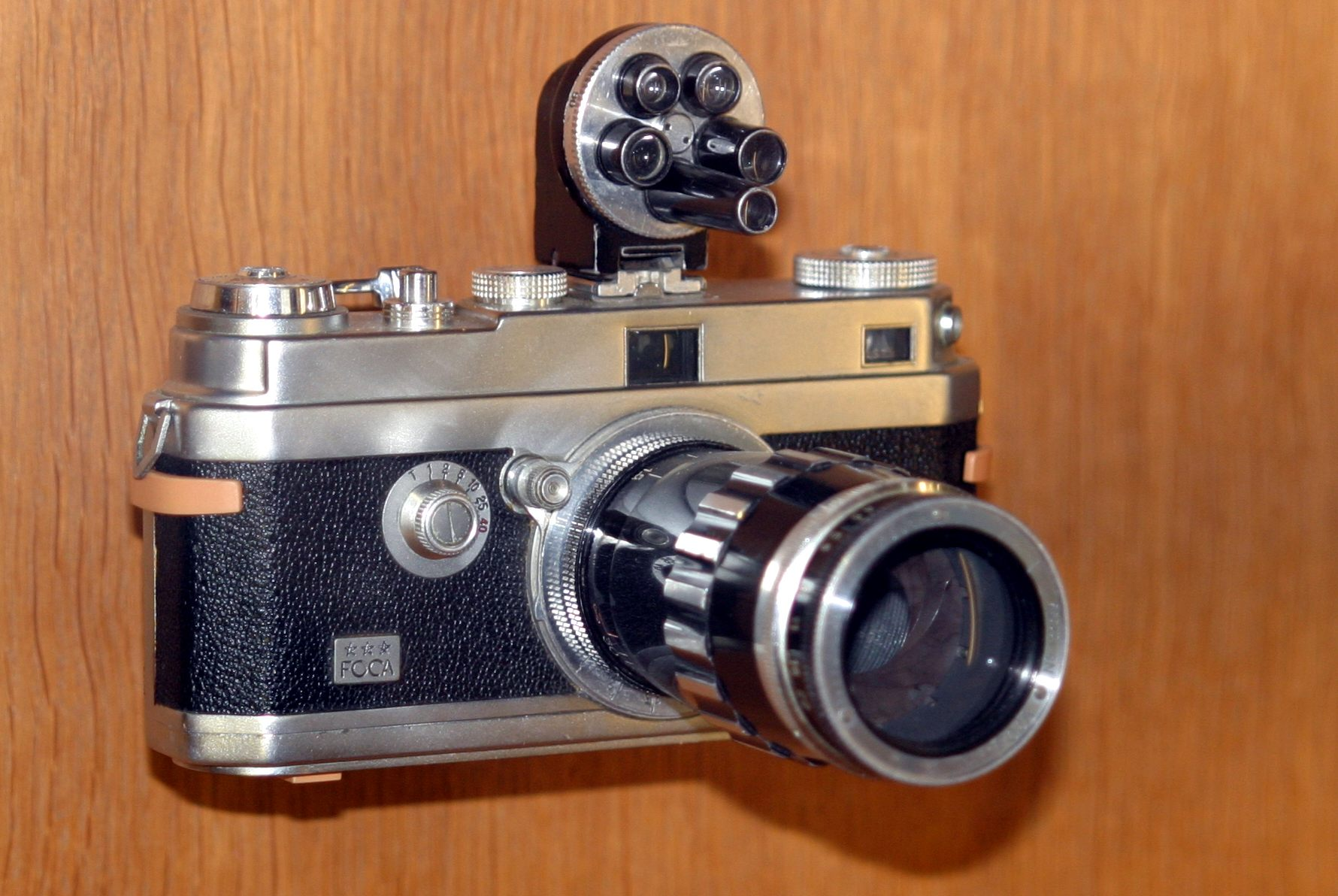
Una cámara Foca de 1947 en el Musée des Arts et Métiers en París.

Una cámara fotográfica telemétrica (rangefinder), a diferencia de una cámara fotográfica del tipo SLR, combina un visor óptico directo con un telémetro independiente del objetivo, que permite enfocar al sujeto mediante la superposición de dos imágenes. Al coincidir ambas, el objeto está enfocado. Hay cámaras de visor óptico directo no telémétrico por esa razón no debe identificarse a toda cámara de visor óptico con la de visor óptico directo y telemétrico
Hay algunas características de estas cámaras que para algunos son entendidas como ventajas, mientras que para otros son desventajas. 
- A diferencia de las SLR, en que todo lo que no esté enfocado se ve borroso (tal como será la foto con el diafragma abierto), en el visor óptico directo telemétrico todo se ve claro y enfocado.
- El visor óptico directo telemétrico también suele incorporar marcos o guías que delimitan qué parte queda dentro de la foto, según el objetivo incorporado. Esto, que puede ser molesto o impreciso, permite por otro lado al fotógrafo ver el área que rodea al sujeto.

## Historia
Sus principios básicos han sido conocidos desde el siglo XVll, y los telémetros ópticos ya eran ampliamente utilizados en los ámbitos militares, navales y topográficos a finales del siglo XlX.
Surgieron a principios el siglo XX con la intención de dar respuesta a las pesadas cámaras de la época, ofreciendo una equilibrada relación de volumen-calidad, gracias también al uso de película de 35mm, hegemónica durante gran parte del siglo. Rápidamente se convirtieron en las cámaras icónicas para el reportaje de calle, i tuvieron especial importancia y relevancia en el fotógrafo de este género Henri Cartier-Bresson. La edad dorada de estas cámaras duró hasta la llegada de las réflex digitales.
La primera cámara telemétrica que lanzaron al mercado fue la 3A Kodak Autographic Special de 1916 (de Kodak), con un telémetro de imagen dividida en tres e integrado en la base del estándar frontal. Aunque era preciso, el hecho que se tuviera que usar de lado (lateralmente) i que tuviera un precio elevado, no contribuyó a que se popularizase. El 1925 se presentó la Leica l ('A'), la cual tenía incorporada una ranura para accesorios, entre los cuales se ofrecía el telémetro. Este hecho facilitó el lanzamiento de la Leica ll (o 'D') al mercado el año 1932: la primera cámara de 35 mm con un telémetro (separado del visor) integrado.
El fabricante de cámaras telemétricas por excelencia ha sido siempre Leica (por ejemplo, la M3 y sucesoras). Dentro de la fotografía digital ha sido la Epson R-D1, lanzada en 2004 la primera en usar un visor telemétrico, sustituida por la RD-1s en marzo de 2006, y esta a su vez por la RD-1x en 2009. Leica lanzó su telemétrica digital M8 en septiembre de 2006 y la M9 el 9 de septiembre de 2009.

## Mecanismos ópticos y enfoque
La luz entra por dos visores diferentes, separados por una cierta distancia: un visor principal y un visor de enfoque (la luz del cual, reorientada por un prisma, se superpone a la imagen del visor principal a través de un espejo semitransparente). Las imágenes de ambos visores son, por tanto, diferentes. Así, en mirar a través del visor de una cámara telemétrica se ve todo enfocado excepto una región (circular o cuadricular) en la que, en el centro de la imagen, se refleja la imagen que proviene del espejo semitransparente. Este espejo está conectado a la anilla de enfoque del objetivo, de manera que moviéndolo se conseguirá una imagen bien enfocada (una vez coincidan las dos imágenes). Como esta visualización no depende del objetivo que haya montado en la cámara, normalmente se incorporan unas líneas de encuadre, las cuales sirven para mostrar al fotógrafo la delimitación de la imagen que se captará, dependiendo de la lente que se use.

## Ventajas[2]
La principal ventaja de una cámara de visor óptico telemétrico es que permite imágenes claras y luminosas (independientemente del sensor o película). También se puede ver el entorno más allá de la zona que se fotografiará. El enfoque manual, incluso en las situaciones de poca luminosidad, es preciso y fácil de utilizar. También es destacable que como no dispone de un espejo réflex, es posible hacer fotografías nítidas con un mayor tiempo de exposición sin utilizar trípode (no se produce trepidación por el movimiento del espejo), y también tiene la posibilidad de ver la imagen a través del visor durante el tiempo de exposición. Además, en relación con la ausencia de espejo réflex, las dimensiones de la cámara y los objetivos (más cercanos al plano focal), son más reducidas que las SLR. Tienen un diseño simple e independiente de la electrónica. Por último, en general son silenciosas y poco intrusivas. 

## Desventajas[2]
La principal desventaja de los visores ópticos (sean o no telemétricos) es el error de paralaje, es decir, que el encuadre del visor no coincida exactamente con el tomado por el objetivo al ser vista la imagen desde distintos puntos. Este punto se acentúa en distancias cortas, lo cual inutiliza los objetivos macro y dificulta los enfoques cercanos. 
Algunas cámaras poseen dispositivos de ajuste para corregir este error de paralaje. Normalmente, solo permite el uso de focales fijas (entre los 21 y los 135 mm). Como excepciones podemos nombrar algunos objetivos de varias focales como los Tri-Elmar, que permiten varias posiciones fijas con diferentes focales (de 16, 18 y 21 mm o de 28, 35 y 50mm). Estas cámaras tampoco tienen autofoco, solo se pueden enfocar manualmente. También se pueden encontrar dificultades con el uso de focales largas, puesto que el visor no se acerca ni se aleja de la imagen: con el uso de teleobjetivos (difíciles de encontrar para monturas telemétricas) la zona encuadrada es tan pequeña que es muy complicado enfocar. Algunos modelos de teleobjetivos para salvar este aspecto incluyen visores externos.
Además, se produce una ausencia de percepción de cual será la profundidad de campo de la imagen resultante, así como el uso de filtros fotográficos filtros fotográficos polarizadores. Aunque inicialmente no era así, los precios son más altos que los equivalentes réflex.